# ギブソン郡 (インディアナ州)

インディアナ州内の位置

ギブソン郡（Gibson County）は、アメリカ合衆国インディアナ州に位置する郡である。人口は32,708人（2025年推計）。郡庁所在地はプリンストンである。

## 地理
アメリカ合衆国統計局によると、この郡は総面積1,293 km2 (499 mi2) である。このうち1,266 km2 (489 mi2) が陸地で27 km2 (10 mi2) が水地域である。総面積の2.06%が水地域となっている。

### 隣接する郡
- ノックス郡  (北)
- パイク郡  (東)
- ウォリック郡  (南東)
- バンダーバーグ郡  (南 [1])
- ポージー郡 (南 [2])
- ホワイト郡 (イリノイ州) (南西)
- エドワーズ郡 (イリノイ州) (一点)
- ウォバッシュ郡 (イリノイ州) (西)

## 人口動静
2000年国勢調査で、この郡は人口32,500人、12,847世帯、及び9,095家族が暮らしている。人口密度は26/km2 (66/mi2) である。11/km2 (29/mi2) の平均的な密度に14,125軒の住宅が建っている。この郡の人種的な構成は白人96.46%、アフリカン・アメリカン1.91%、先住民0.19%、アジア0.52%、太平洋諸島系0.00%、その他の人種0.22%、及び混血0.69%である。ここの人口の0.70%はヒスパニックまたはラテン系である。
この郡内の人口は24.80%が18歳未満の未成年、18歳以上24歳以下が8.40%、25歳以上44歳以下が28.20%、45歳以上64歳以下が23.10%、及び65歳以上が15.50%にわたっている。中央値年齢は38歳である。女性100人ごとに対して男性は95.90人である。18歳以上の女性100人ごとに対して男性は93.40人である。
この郡の世帯ごとの平均的な収入は37,515米ドルであり、家族ごとの平均的な収入は44,839米ドルである。男性は35,511米ドルに対して女性は21,284米ドルの平均的な収入がある。この郡の一人当たりの収入 (per capita income) は18,169米ドルである。人口の8.20%及び家族の6.60%は貧困線以下である。全人口のうち18歳未満の10.40%及び65歳以上の7.20%は貧困線以下の生活を送っている。

## 都市及び町
- プリンストン（郡庁所在地）
- フォートブランチ
- フランシスコ
- オークランドシティ
- オーエンズビル
- Haubstadt
- Hazleton
- Mackey
- Patoka
- Somerville